# Tom Rapp
Thomas Dale Rapp, detto Tom (Bottineau, 8 marzo 1947 – Melbourne, 11 febbraio 2018), è stato un cantautore statunitense.
Dal 1965 al 1974 è stato il leader del gruppo di folk psichedelico Pearls Before Swine. Al contempo ha pubblicato alcuni dischi da solista. Dopo essersi ritirato dalle scene per molti anni e aver lavorato come avvocato, nel 1999 ha pubblicato l'album A Journal of the Plague Year.

## Discografia solista
- 1972 - Familiar Songs
- 1972 - Stardancer
- 1973 - Sunforest
- 1999 - A Journal of the Plague Year